# 13097 Lamoraal
13097 Lamoraal (tên chỉ định: 1993 BU7) là một tiểu hành tinh vành đai chính. Nó được phát hiện bởi Eric Walter Elst ở Đài thiên văn La Silla ở Chile ngày 23 tháng 1 năm 1993. Nó được đặt theo tên Lamoral, Count of Egmont, a Flemish military leader và statesman of the 16th century.